# Alter Ego (álbum)
Alter Ego é o álbum de estreia da rapper tailandesa Lisa, que foi lançado em 28 de fevereiro de 2025, pela Lloud e RCA Records. O álbum marca o primeiro lançamento solo de Lisa após deixar a YG Entertainment e Interscope Records em 2023. Lisa desenvolveu Alter Ego com uma série de colaboradores, incluindo Ryan Tedder, Ilya Salmanzadeh e Max Martin. Foi concebido como um álbum de 15 faixas explorando os estilos hip hop, electropop e trap e apresenta participações especiais de Doja Cat, Raye, Rosalía, Future, Megan Thee Stallion e Tyla. O assunto do álbum explora a personalidade, a fama e o sucesso de Lisa através das lentes de vários alter egos.
Alter Ego recebeu críticas mistas, com os críticos elogiando sua forte produção pop e versatilidade, mas criticando sua falta de coesão e identidade. Após o lançamento, o álbum estreou no top 10 na Austrália, Alemanha e Holanda e no top 20 no Japão, Nova Zelândia e Reino Unido.
O álbum foi apoiado por 5 singles: "Rockstar", "New Woman", "Moonlit Floor (Kiss Me)", "Born Again" e "Fxck Up the World". O single principal "Rockstar" alcançou o top 5 da Billboard Global 200 e liderou as paradas em Hong Kong e Malásia, enquanto os 3 singles seguintes atingiram o pico no top 25.

## Antecedentes
Em dezembro de 2023, Lisa anunciou que seu contrato pessoal não seria mais com a YG Entertainment, mas que ela ainda permaneceria na YG e continuaria realizando suas atividades como membro do Blackpink. Ela fundou sua própria empresa de gestão chamada Lloud em fevereiro de 2024 e assinou com a RCA Records dois meses depois para lançar músicas solo em parceria com a Lloud. Ela primeiro insinuou o título de seu próximo álbum no videoclipe do single "New Woman", no qual várias mulheres foram mostradas lendo uma revista chamada Alter Ego.

## Conceito e título
De acordo com um comunicado à imprensa, Lisa imita cinco personagens do Alter Ego, cada uma representando uma personalidade única. A campanha promocional do álbum usa uma estrela de cinco pontas como emblema recorrente para representar esses cinco "alter egos". O trailer mostra a rapper em cinco locais, um para cada personagem: uma estrutura de rocha negra, uma passarela espacial, um jardim encantado, uma pista de moto com raios laser verdes e uma pista vermelha vulcânica.

## Promoção e lançamento
Em 11 de novembro, durante a turnê Lisa Fan Meetup in Asia 2024 realizada no Singapore Indoor Stadium, uma prévia de um vídeo cinematográfico de um futuro projeto foi lançado, no qual Lisa toca violão em uma paisagem cyberpunk desolada e evocando uma luz neon roxa do céu. Posteriormente, a prévia foi carregada nas redes sociais, com o título revelando uma letra do nome do projeto, enquanto uma contagem regressiva também apareceu no site de Lisa, que está prevista para terminar no dia 19, uma semana depois. Mais trechos da prévia foram lançados durante a turnê, juntamente com outra letra do nome do projeto. Após o show final na AsiaWorld-Expo em Hong Kong em 19 de novembro, Lisa lançou o trailer completo de três minutos e anunciou oficialmente que seu primeiro álbum de estúdio, Alter Ego, será lançado em 28 de fevereiro de 2025. Ela também revelou a capa do álbum, que traz uma foto em close de Lisa com um capuz preto, levando a mão ao rosto e exibindo unhas pretas e pontudas.

### Singles
Três singles apoiaram Alter Ego. O primeiro single, "Rockstar", foi lançado em 28 de junho de 2024, acompanhado por um videoclipe dirigido por Henry Schofield que foi filmado em Bangkok. A canção estreou na quarta posição na Billboard Global 200 e na primeira posição na Global Excl. US, rendendo seu terceiro hit no top dez na primeira e seu primeiro lugar nas paradas na segunda. Estreou na posição 70 na Billboard Hot 100 dos EUA e se tornou sua música mais bem colocada nas paradas.
O segundo single do álbum, "New Woman", com participação da cantora espanhola Rosalía, foi lançado em 16 de agosto, junto com um videoclipe dirigido por Dave Meyers. Estreou na posição 15 na Billboard Global 200 e na posição seis na Global Excl. US, tornando-se seu quarto hit no top dez nesta última. Também estreou na posição 97 na Billboard Hot 100 dos EUA.
O terceiro single do álbum, "Moonlit Floor (Kiss Me)", foi lançado em 4 de outubro, seguido por um vídeo de apresentação da música dirigido por Raja Virdi em 9 de outubro. A canção alcançou a posição 24 na Billboard Global 200 e a posição 14 na Global Excl. US.

### Apresentações ao vivo
Em 11 de setembro, Lisa cantou um medley de "New Woman" e "Rockstar" na edição de 2024 do MTV Video Music Awards, onde ganhou o prêmio de Melhor K-Pop por "Rockstar". Lisa cantou ambas as músicas e "Moonlit Floor (Kiss Me)" antes de seu lançamento como atração principal do Global Citizen Festival em 28 de setembro. Em 15 de outubro, ela cantou "Rockstar" e "Moonlit Floor (Kiss Me)" no Victoria's Secret Fashion Show 2024.

## Recepção da crítica
| Críticas profissionais | Críticas profissionais |
| Avaliações da crítica  | Avaliações da crítica  |
| Fonte                  | Avaliação              |
| ---------------------- | ---------------------- |
| The Guardian           | [ 28 ]                 |
| NME                    | [ 29 ]                 |
| Rolling Stone          | [ 30 ]                 |
| The Times              | [ 31 ]                 |

Escrevendo para Rolling Stone, Maura Johnston avaliou Alter Ego com 3,5 de 5 estrelas e elogiou-o por mostrar o "canto robusto e encantador" de Lisa e sua versatilidade como artista, conforme destacado pelo conceito de múltiplas personas do álbum, mas comentou que ele "parecia um pouco montado".Elise Ryan da Associated Press, igualmente elogiou o álbum por sua "adoção camaleônica de estilos" e "produções pop interessantes", mas criticou-o por ser muito "carregado de participações", o que prejudica a apresentação clara de Lisa aos ouvintes. Em contraste, Crystal Bell, da NME, observou que os melhores trabalhos de Lisa em Alter Ego surgiram de suas colaborações; no entanto, ela criticou o álbum como um todo, considerando-o um projeto que abraçou variedade, espetáculo e experimentação sonora, em vez de coesão, visão artística ou uma visão mais profunda da identidade de Lisa. Em uma crítica mista de três estrelas para The Times, Will Hodgkinson contextualizou o álbum como um resultado do rigoroso sistema de treinamento do K-pop, resumindo a "eficiência implacável" de Alter Ego como "uma destilação de todos os estilos populares da era moderna, reembalados e polidos para um público que gosta de seus ídolos impecáveis e impenetráveis".

## Lista de faixas
| Alter Ego — Edição padrão |                                         |                                                                                             |                                         |         |  |
| N.º                       | Título                                  | Compositor(es)                                                                              | Produtor(es)                            | Duração |  |
| 1.                        | "Rockstar"                              | Tate McRae Ryan Tedder Sam Homaee Brittany Amaradio Lucy Healey James Essien                | Tedder Homaee                           | 2:18    |  |
| 2.                        | "Elastigirl"                            | Lisa Cooper Holzman Elle Campbell Rollo Connor Blake                                        | Holzman                                 | 2:57    |  |
| 3.                        | "Thunder"                               | Lisa Ilya Robin Tadross Abby Keen                                                           | Ilya Rob Knox                           | 2:48    |  |
| 4.                        | "New Woman" (part. Rosalía)             | Lisa Rosalía Vila Tobella Tove Nilsson Tove Burman Max Martin Ilya Salmanzadeh              | Ilya Martin                             | 2:59    |  |
| 5.                        | "Fxck Up the World" (Vixi solo version) | Lisa Jaeyoung Lee Michael Mule Isaac De Boni Jacob Canady Derrick Miller Nija Charles       | FnZ ATL Jacob Hendrix Smoke             | 2:55    |  |
| 6.                        | "Rapunzel" (Kiki solo version)          | Lisa Tedder Homaee Gregory "Aldae" Hein Carly Gibert                                        | Tedder Homaee                           | 2:19    |  |
| 7.                        | "Moonlit Floor (Kiss Me)"               | Jessie Reyez Ryan Williamson Matt Slocum                                                    | Rykeyz                                  | 2:35    |  |
| 8.                        | "When I'm with You" (part. Tyla)        | Lisa Tyla Seethal Samuel Awuku Richard Isong Ariowa Irosogie Imani Lewis Corey Lindsay-Keay | Ari PenSmith Mocaha Sammy Soso Believve | 2:52    |  |
| 9.                        | "Badgrrrl"                              | Lisa Mark Williams Raul Cubina Nathan Chen Philip Mueller Kobe Hood                         | Ojivolta Ninetyniine DJH                | 2:12    |  |
| 10.                       | "Lifestyle"                             | Lisa Tedder Grant Boutin A. Keen Essien                                                     | Tedder Boutin A. Keen Essien            | 2:41    |  |
| 11.                       | "Chill"                                 | Lisa Mikkel S. Eriksen Tor Hermansen Awuku Ali Tamposi                                      | Stargate                                | 2:39    |  |
| 12.                       | "Dream"                                 | Lisa Shintaro Yasuda her0ism Feli Ferraro Tamposi                                           | Yasuda her0ism                          | 3:43    |  |
| Duração total:            | Duração total:                          | Duração total:                                                                              | Duração total:                          | 32:58   |  |

| Alter Ego – Edição digital de faixas bônus |                                        |                                                                                       |                             |         |  |
| N.º                                        | Título                                 | Compositor(es)                                                                        | Produtor(es)                | Duração |  |
| 1.                                         | "Born Again" (part. Doja Cat e Raye)   | Rachel Keen Amala Zandile Dlamini Andrew Wells Anthony Rossomando                     | Raye • Andrew Wells         | 3:51    |  |
| 6.                                         | "Fxck Up the World" (part. Future)     | Lisa Jaeyoung Lee Michael Mule Isaac De Boni Jacob Canady Derrick Miller Nija Charles | FnZ ATL Jacob Hendrix Smoke | 3:04    |  |
| 7.                                         | "Rapunzel" (part. Megan Thee Stallion) | Lisa Tedder Homaee Gregory "Aldae" Hein Carly Gibert                                  | Tedder Homaee               | 2:45    |  |
| Duração total:                             | Duração total:                         | Duração total:                                                                        | Duração total:              | 42:38   |  |

Notas
- "Rockstar" contém sample de "New Person, Same Old Mistakes", interpretada por Tame Impala.[36]
- "Moonlit Floor (Kiss Me)" contém uma interpolação de "Kiss Me" (1997), escrita por Matt Slocum e interpretada por Sixpence None the Richer.[37]
- As faixas "Fxck Up the World" e "Badgrrrl" são estilizadas em letras maiúsculas.

## Histórico de lançamento
| Região | Data                    | Formato                             | Versão | Gravadora | Ref.                 |
| ------ | ----------------------- | ----------------------------------- | ------ | --------- | -------------------- |
| Várias | 28 de fevereiro de 2025 | CD download digital streaming vinil | Padrão | Lloud RCA | [ 38 ] [ 35 ] [ 39 ] |